# مزدک رستمی
مزدک رستمی (زادهٔ ۲۵ اسفند ۱۳۵۸) بازیگر سینما و تلویزیون اهل ایران است.

## فیلم‌شناسی

### سینما
| سال  | نام مجموعه    | کارگردان          | نقش    |
| ---- | ------------- | ----------------- | ------ |
| ۱۳۸۳ | به رنگ ارغوان | ابراهیم حاتمی کیا | بازیگر |
| ۱۳۸۲ | مارمولک       | کمال تبریزی       | بازیگر |

### تلویزیون
| سال  | نام مجموعه                   | کارگردان                     | نقش            | پخش                    |
| ۱۴۰۱ | مستوران                      | سیدجمال حاتمی و مسعود آب‌پرور | صولت           | شبکه ۱                 |
| ۱۴۰۰ | رعد و برق                    | بهروز افخمی                  | کاوه           | شبکه ۵                 |
| ۱۴۰۰ | یاور                         | سعید سلطانی و اصغر نعیمی     | منوچهر         | شبکه ۳                 |
| ۱۳۹۷ | محکومین (اپیزود همدرد)       | سیدجمال سید حاتمی            | داوود محمدی    | شبکه ۱                 |
| ۱۳۹۶ | شکوه یک زندگی                | رضا بهشتی                    | شهروز گیلاوندی | شبکه ۲                 |
| ۱۳۹۵ | چرخ فلک (اپیزود سید رضی)     | عزیزالله حمیدنژاد            | مسعود          | شبکه ۱                 |
| ۱۳۹۵ | هشت و نیم دقیقه              | شهرام شاه حسینی              | نیما           | شبکه ۲                 |
| ۱۳۹۳ | همه چیز آنجاست               | شهرام شاه حسینی              | اسماعیل        | شبکه ۳                 |
| ۱۳۹۳ | شوخی با شما                  | امیرحسین قهرایی              | _              | رسانه تصویری           |
| ۱۳۹۲ | بین راه                      | محمد اسکندر زاده             | فرهاد          | تولید سمنان شبکه سمنان |
| ۱۳۹۲ | شاید برای شما هم اتفاق بیفتد | شاهین باباپور                | _              | شبکه ۳                 |
| ۱۳۹۰ | آهستگی                       | عبدالرضا صادقی جهانی         | مهرداد         | تولید شبکه زنجان       |

## تئاتر
| سال  | نام تئاتر                    |
| ---- | ---------------------------- |
| ۱۳۹۴ | همه چیز در زمان (دیوید آیوز) |
| ۱۳۹۳ | نمایش اسپانیایی              |
| ۱۳۹۳ | زندگی دیگران                 |
| ۱۳۹۲ | تکیه بر دیوار نمناک          |
| ۱۳۹۰ | اپرای پیاز                   |
| ۱۳۸۹ | از تبریز تا نیویورک          |
| ۱۳۸۸ | آب حیات                      |
| ۱۳۸۸ | ناگهان هذا حبیب الله         |
| ۱۳۸۷ | چند پرده از باغ آلبالو       |
| ۱۳۸۶ | مطبخ نامه                    |
| ۱۳۸۴ | گالیله                       |

## آثار
گسستگی نظام دلالتی در بررسی آثار ژان ژنه (کلفت‌ها)/ ماهنامه نمایش - پیاپی ۲۲۰ (دی ۱۳۹۶) 